# Dexialia
Dexialia es un género de coleópteros polífagos. Es originario de  Japón.

## Géneros
Contiene las siguientes especies:
- Dexialia mirabilis Sasaji, 1995
- Dexialia spectabilis Sasaji, 1984